# Krusgöl
Krusgöl är en sjö i Åtvidabergs kommun i Småland och ingår i Vindåns huvudavrinningsområde.